# Al-Māʿūn
Al-Māʿūn (arabisch الماعون, DMG al-Māʿūn ‚Die Hilfeleistung‘) ist die 107. Sure des Korans, sie enthält 7 Verse. Ihr Titel bezieht sich auf das letzte Wort des 7. Verses.
Die ersten drei Verse der Sure rufen zum Glauben an das Jüngste Gericht und zu sozialem Handeln auf. Dieser Teil wird übereinstimmend als mekkanisch betrachtet. Der zweite Teil mit den Versen 4 bis 7 ist gegen heuchlerische Beter gerichtet und fordert die richtige Einhaltung des Pflichtgebets. Nach der islamischen Tradition ist er in Medina offenbart worden. Unter "Hilfeleistung" in Vers 7 fällt alles, wessen die Menschen bedürfen, darunter auch die später festgelegte gesetzliche Abgabe Zakat.